# 2015-ös januári görögországi parlamenti választás
2015. január 25-én előrehozott parlamenti választásokat tartottak Görögországban. A választásokat a radikális baloldali Sziriza mozgalom nyerte meg, 149 képviselői helyet szerezve meg a 300 tagú törvényhozói testületben. A választások eredményként Aléxisz Cíprasz, a Sziriza elnöke alakíthatott kormányt.

## Jelöltállítás
| Jelkép | Jelkép                         | Rövidítés                 | Elnevezés                                               | Elnevezés                                                                       |
| Jelkép | Jelkép                         | Rövidítés                 | magyarul                                                | görögül                                                                         |
| ------ | ------------------------------ | ------------------------- | ------------------------------------------------------- | ------------------------------------------------------------------------------- |
|        |                                | SZIRIZA / ΣΥΡΙΖΑ          | Radikális Baloldali Koalíció                            | Συνασπισμός Ριζοσπαστικής Αριστεράς Színaszpizmósz Rizoszpasztíkisz Ariszterász |
|        |                                | ÚD / ND                   | Új Demokrácia                                           | Νέα Δημοκρατία Nea Dimokratia                                                   |
|        |                                | AH / XA                   | Népi Egyesülés - Arany Hajnal                           | Λαϊκός Σύνδεσμος - Χρυσή Αυγή Laikosz Szindészmosz - Hriszí Avjí                |
|        |                                | Potami                    | A Folyó                                                 | Το Ποτάμι To Potami                                                             |
|        |                                | GKP / KKE                 | Görögország Kommunista Pártja                           | Κομμουνιστική Οργάνωση Ελλάδας Kommunisztikó Kómma Elládasz                     |
|        |                                | ANEL / ΑΝΕΛ               | Független Görögök                                       | Ανεξάρτητοι Έλληνες Anexartiti Ellinesz                                         |
|        |                                | PASOK-Olajfa / ΠΑΣΟΚ-Ελιά | Pánhellén Szocialista Mozgalom                          | Πανελλήνιο Σοσιαλιστικό Κίνημα Pánellínio Szozjaliztíko Kiníma                  |
|        | Olajfa – Demokratikus Mozgalom | PASOK-Olajfa / ΠΑΣΟΚ-Ελιά | Ελιά - Δημοκρατική Παράταξη Eliá - Dimokratiki Parataxi |                                                                                 |

## Részvétel
|                        |                     |                  |           | jogosultak arányában | szavazók arányában |
| ---------------------- | ------------------- | ---------------- | --------- | -------------------- | ------------------ |
| Választójogosult       | Választójogosult    | Választójogosult | 9 900 403 |                      |                    |
|                        | Szavazó             | Szavazó          | 6 330 356 | 63,94%               |                    |
|                        | érvényes szavazólap | 6 180 872        | 62,43%    | 97,64%               |                    |
| érvénytelen és hiányzó | 149 484             | 1,51%            | 2,36%     |                      |                    |
| Távolmaradó            | Távolmaradó         | 3 570 047        | 36,06%    |                      |                    |
|                        |                     |                  |           |                      |                    |

Hét szavazóra négy távolmaradó jutott
A 9 millió 900 ezer regisztrált választópolgárból 6 millió 330 ezer vett részt a választásokon (64%). Közülük 150 ezren szavaztak érvénytelenül (2,4%).

## Eredmény
| Párt                                    | Párt                                               | Szavazat  | Szavazat | Szavazat | Képviselő | Képviselő |
| Párt                                    | Párt                                               | db        | %        | ±%p      | fő        | +/−       |
| --------------------------------------- | -------------------------------------------------- | --------- | -------- | -------- | --------- | --------- |
|                                         | Sziriza (Radikális Baloldali Koalíció)             | 2 245 978 | 36,34%   | 9.45     | 149       | 78        |
|                                         | Új Demokrácia (ND)                                 | 1 718 694 | 27,81%   | 1.85     | 76        | 53        |
|                                         | Arany Hajnal (ΧΑ)                                  | 388 387   | 6,28%    | 0.64     | 17        | 1         |
|                                         | A Folyó (Potami)                                   | 373 924   | 6,05%    | Új       | 17        | 17        |
|                                         | Görögországi Kommunista Párt (GKP)                 | 338 188   | 5,47%    | 0.97     | 15        | 3         |
|                                         | Független Görögök (ANEL)                           | 293 683   | 4,75%    | 2.76     | 13        | 7         |
|                                         | PASOK – Olajfa                                     | 289 469   | 4,68%    | 7.60     | 13        | 20        |
|                                         |                                                    |           |          |          |           |           |
| Parlamentbe jutási küszöb (3%): 185 427 |                                                    |           |          |          |           |           |
|                                         |                                                    |           |          |          |           |           |
|                                         | Demokratikus Szocialista Mozgalom (KIDISO)         | 152 557   | 2,47%    | Új       | 0         | 0 ±       |
|                                         | Egyesült Centristák (EK)                           | 110 923   | 1,79%    | 1.50     | 0         | 0 ±       |
|                                         | Pont (Aposztolosz Gletszosz pártja)                | 109 500   | 1,77%    | Új       | 0         | 0 ±       |
|                                         | Népi Orthodox Gyülekezet (LAOS)                    | 63 669    | 1,03%    | 0.55     | 0         | 0 ±       |
|                                         | Antikapitalista Baloldal (ΑΝΤΑRZIΑ-MARS)           | 39 497    | 0,64%    | 0.32     | 0         | 0 ±       |
|                                         | Zöldek–Demokratikus Baloldal (Prasinoi-DIMAR)      | 29 820    | 0,48%    | 5.77     | 0         | 17        |
|                                         | További szervezetek (9 pártlista és a függetlenek) | 26 583    | 0,43%    |          | 0         |           |
| Összesen                                | Összesen                                           | 6 180 872 | 100%     |          | 300       |           |

## Az új parlament
|          |                                        |            |            |
| Pártok   | Pártok                                 | Képviselők | Képviselők |
|          | Sziriza (Radikális Baloldali Koalíció) | 149        | 49,7%      |
|          | Új Demokrácia (ND)                     | 76         | 25,3%      |
|          | Arany Hajnal (ΧΑ)                      | 17         | 5,7%       |
|          | A Folyó (Potami)                       | 17         | 5,7%       |
|          | Görögországi Kommunista Párt (GKP)     | 15         | 5,0%       |
|          | Független Görögök (ANEL)               | 13         | 4,3%       |
|          | PASOK – Olajfa                         | 13         | 4,3%       |
| Összesen | Összesen                               | 300        |            |